# Harry Kampling
Harry Kampling (* 5. Dezember 1930 in Berlin; † 1. Mai 1991) war ein deutscher Schriftsteller sowie Politiker (PDS) und ehemaliges Mitglied des Sächsischen Landtages.

## Leben
Kampling zog nach dem Zweiten Weltkrieg von Berlin ins Ruhrgebiet. 1953 wurde er wegen Mitgliedschaft in der FDJ zu einem Jahr Haft verurteilt. 1954 heiratete er, 1955 kam der erste Sohn zur Welt. Nachdem auch seine Frau in der Bundesrepublik wegen Aktivitäten für die verbotene FDJ verurteilt worden war, entschied sich die Familie für eine Übersiedlung in die DDR. Kampling trat in die SED ein. 1957 wurde in Eisleben der zweite Sohn geboren.
Kampling besuchte von 1959 bis 1962 die Hütteningenieurschule „Fritz Himpel“ in Eisleben. Von 1964 bis 1967 studierte er am Institut für Literatur „Johannes R. Becher“. Danach arbeitete er als freiberuflicher Schriftsteller. Er war ehrenamtliches Mitglied im Kuratorium Haus des Buches in Leipzig.
1979 wurde seine Frau Brigitte und beide Söhne wegen staatsfeindlicher Hetze bzw. öffentlicher Herabwürdigung zu Haftstrafen verurteilt. 1981 reisten seine Frau und ein Sohn in die Bundesrepublik aus, 1988 ging auch der andere Sohn in den Westen.
Im Oktober 1990 wurde Kampling über die Landesliste für eine Wahlperiode bis 1994 in den sächsischen Landtag gewählt. Dort war er unter anderem im Ausschuss für Kultur und Medien tätig.

## Werke (Auswahl)
- Der Mann aus der Siedlung. Halle 1981 (Roman)
- Tage wie ein ganzes Leben. Halle 1988 (Roman)

## Belege
- Klaus-Jürgen Holzapfel (Hrsg.): Sächsischer Landtag: 1. Wahlperiode, 1990–1994; Volkshandbuch. NDV Neue Darmstädter Verlagsanstalt, Rheinbreitbach 1991, ISBN 3-87576-265-7, S. 38. (Stand Mai 1991)
- Spiegel online: Familiendrama zwischen West und Ost